# Hydropsyche doehleri
Hydropsyche doehleri är en nattsländeart som beskrevs av Wolfgang Tobias 1972. Hydropsyche doehleri ingår i släktet Hydropsyche och familjen ryssjenattsländor. Inga underarter finns listade i Catalogue of Life.

## Bildgalleri

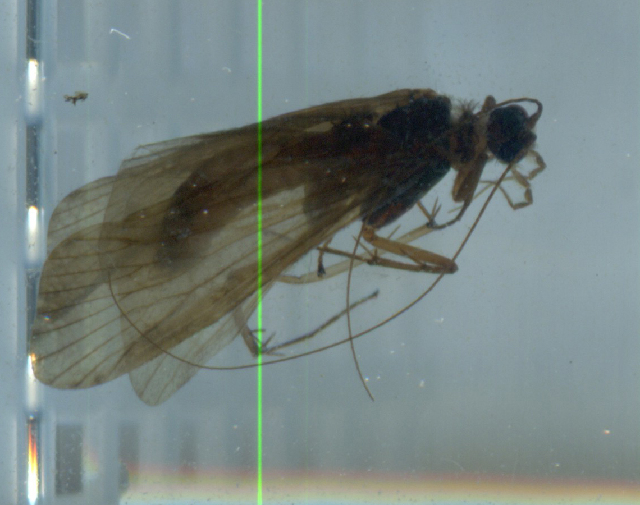